# 坂本森一

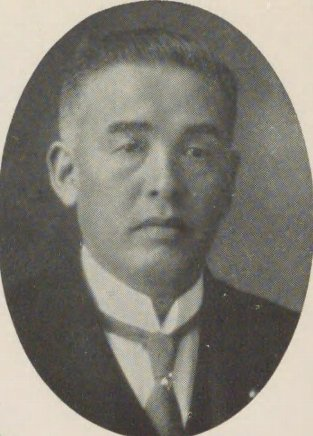
坂本森一

坂本 森一（さかもと しんいち、1883年〈明治16年〉1月7日 - 1947年〈昭和22年〉9月18日）は、内務官僚、函館市長。

## 経歴
下谷区（現在の台東区）の谷中墓地にある茶店おもだかやの店主坂本勝太郎の長男として生まれる。1909年（明治42年）、東京帝国大学法科大学を卒業し、翌年に文官高等試験に合格。1911年（明治44年）より群馬県警部、利根郡長、佐波郡長、群馬県理事官を務めた。さらに岐阜県警察部長、兵庫県警察部長、大阪府警察部長、愛知県内務部長を歴任し、1924年（大正13年）には台湾総督府警務局長に就任した。
1929年（昭和4年）、函館市長に選出され、市の長年の懸案であった函館水電買収問題に取り組んだが、最終的な解決には至らなかった。1934年（昭和9年）、函館大火が発生すると復興に尽力した。1935年（昭和10年）には函館開港77周年を記念して開港記念日を制定、函館港まつりを開催した。
1946年（昭和21年）、地方自治法施行前に公選によって行われた市長選挙で当選し再び市長に任命され、翌年の地方自治法施行に伴う市長選挙でも当選したが、同年9月現職のまま死去。
公選函館市長に就任したときに嬉しさのあまり連絡船を待てず漁船に乗って市内海岸町に上陸したとの逸話も残っている。第1次吉田内閣入りを断ってでもなりたかったようで、共愛会館での記者会見では「（内閣の）大臣になったよりも嬉しい」と語った。

## 栄典
- 1924年（大正13年）12月15日 - 正五位[6]。